# Teleocichla centrarchus
Teleocichla centrarchus är en fiskart som beskrevs av Kullander, 1988. Teleocichla centrarchus ingår i släktet Teleocichla och familjen Cichlidae. Inga underarter finns listade i Catalogue of Life.